# Flyktingspionage
Flyktingspionage är spionage som en stat eller annan politisk organisation bedriver mot landsmän i exil, som är oppositionella eller på annat sätt utgör ett hot mot regimen.
I samband med flyktingspionaget kan det också förekomma utpressning, frihetsberövande, tortyr och lönnmord.
Juridiskt är flyktingspionage en form av olovlig underrättelseverksamhet.